# Human Clouds
Em 2008 os One Hundred Steps regressaram, pela terceira vez, aos Generator estúdios para gravarem este álbum, Human Clouds.
Enquanto a produção esteve, mais uma vez, a cargo de Vegeta e da própria banda, a mistura e
masterização foi feita pelo conceituado Ricardo Espinha, que já conhecemos pelo seu trabalho com bandas como os Icon & the Black Roses, More Than a Thousand, BlackSunrise, Hills Have Eyes entre outras.
Human Clouds é composto por 12 temas, que mostram um crescimento da banda enquanto músicos e pessoas. Mais obscuro e agressivo, Humand Clouds não deixa de ser, ao mesmo tempo, um registo emocional e melódico, na linha do sempre caracterizou a banda sadina.
Entre os muitos pontos de interesse deste debut, está um conjunto de vocalizações que alterna entre o
visceral e o melódico, assente numa dinâmica e combinação perfeitas entre as vozes de Paulino e do
guitarrista Gonçalo. As guitarras estão também mais versáteis e ao mesmo tempo intrincadas,
contribuindo, nota após nota, para a surpreendente fluidez musical que ouvimos ao longo dos quase de 40m deste álbum.].

## Faixas
| N.º | Título                                  | Duração |  |
| 1.  | "Revival"                               | 1:26    |  |
| 2.  | "Love the sinner, hate the sin"         | 3:06    |  |
| 3.  | "The living fog hides your home: Hope"  | 3:20    |  |
| 4.  | "The bitter truth"                      | 3:16    |  |
| 5.  | "Jesus, where´s the rest of her: Decay" | 3:07    |  |
| 6.  | "The pledge"                            | 3:34    |  |
| 7.  | "Come in"                               | 3:34    |  |
| 8.  | "Life´s aiming our hearts"              | 4:19    |  |
| 9.  | "They are upon us"                      | 0:55    |  |
| 10. | "Unholy sky"                            | 2:41    |  |
| 11. | "Human clouds"                          | 3:35    |  |
| 12. | "Deep waters: Regret"                   | 4:20    |  |

## Formação
- Paulino - Vocais
- Gonçalo Tomas - Guitarra/Vocais
- Danny - Guitarra
- Kasin - Baixo
- Kauita - Teclado
- Raminhos - Bateria